# WRESTLE KINGDOM 18
WRESTLE KINGDOM 18は、2024年1月4日に東京ドームで行われた新日本プロレス主催のプロレス興行。または同興行を扱うPPVの名称。

## 概要
2023年7月5日、後楽園ホールにて行われたNJPW STRONG「INDEPENDENCE DAY」にて開催が発表された。
この年はチケット価格の大幅な改定が行われ、ロイヤルシート最前列では20万円となるなどの値上げが行われたが一般発売前に高額席であるロイヤルシートやバルコニーシートは8月末を待たずに完売した。
11月6日、当初の想定より多くの試合を実施するとして第1試合の開始時間を30分繰り上げ、16時30分にすることを発表した。
12月1日、GYROAXIAの新曲「Fighting Spirit」がWK18のテーマソングに決定した。
なお、1月4日の昼にはTOKYO DOME CITY HALLにて兄弟会社でもあるスターダムの興行が行われ、前回のWKで行われたIWGP女子選手権試合はそちらで行われた。

## 時系列
8月13日、内藤哲也がG1 CLIMAX 33を制し、WK18でのIWGP世界ヘビー級選手権試合に挑戦することが内定した。しかしながら、内藤はG1で敗れたジェフ・コブとの再戦を前に2021年まで行われていた権利証制度を勝手に復活させ、9月24日の『カンタン酢 Presents DESTRUCTION in KOBE』にて、正式にWK18でのIWGP挑戦権を賭してコブと対戦し、内藤が勝利。WK18のメインイベントでのIWGP世界ヘビー挑戦が決定した。一方、10月9日に行われた『カンタン酢 Presents DESTRUCTION in RYOGOKU』ではIWGP世界ヘビー級選手権が行われ、SANADAが4度目の防衛に成功したことで、WK18のメインイベントがSANADA対内藤に正式決定した。
11月4日に行われた『カンタン酢 Presents POWER STRUGGLE ～SUPER Jr. TAG LEAGUE 2023～』では、オカダ・カズチカに対しAEW所属のブライアン・ダニエルソンがVTRで挑戦を表明。オカダは受諾しドームでの対戦が決定した。またSUPER Jr. TAG LEAGUE 2023決勝が行われ、TJP&フランシスコ・アキラ組「Catch 2/2」が優勝しIWGPジュニアタッグ王座の王座挑戦が決定。さらにIWGPジュニアヘビー級王座の防衛に成功した高橋ヒロムが試合後、次期挑戦者にエル・デスペラードを指名した。デスペラードは、目の手術の経過次第だが挑戦すると表明した。この日のメインイベントであるIWGP USヘビー級選手権試合で防衛したばかりのウィル・オスプレイとAEWのジョン・モクスリーがにらみ合っていた所、突如デビッド・フィンレーが急襲、急襲後にはUSベルトを破壊し王座挑戦をアピールした。6日、オカダ対ダニエルソン戦、ジュニア選手権、ジュニアタッグ選手権及びオスプレイ、モクスリー、フィンレーの3wayマッチでの選手権が正式決定した。
11月10日、アメリカにて行われた『Lonestar Shootout』にてNJPW WORLD認定TV王座保持者のザック・セイバーJr.が次期挑戦者に棚橋弘至を指名。ほか、NEVER無差別級王者の鷹木信悟に対して前王者のタマ・トンガが挑戦を表明した。
12月10日、『WORLD TAG LEAGUE 2023』にてIWGPタッグ王座保持者の後藤洋央紀、YOSHI-HASHIのタッグ・毘沙門が優勝した。優勝決定戦の相手であり、STRONG無差別級タッグ王座保持者のヒクレオ、エル・ファンタズモ組を逆指名し二冠戦を要求した。
12月11日、記者会見にて上述の二冠戦が正式決定されるとともに、菅林直樹会長よりIWGP USヘビー級王座に変わる王座として、IWGP GLOBALヘビー級王座が新設されることが発表された。それに伴いオスプレイ、モクスリー、フィンレーの3wayマッチは同王座の初代王者決定マッチへと変更された。
12月24日、全対戦カードが決定しスペシャルマッチ2試合と第0試合が発表された。

## 対戦カード
| 第0試合 ■「KOPW 2024」進出権争奪ニュージャパンランボー |                                                                         |                                                                       |
| グレート-O-カーン 石森太二 | 32分40秒 オーバーザトップロープ                                         | 矢野通 YOH                                                            |
| ※1分毎に1選手が登場してくる時間差バトルロイヤル。出場選手はテーマ曲によって発表。 ※敗れた選手から退場していき、最後の4選手になった時点で決着とする。 ※入場順 1.チェーズ・オーエンズ、2.グレート-O-カーン、3.ゲイブ・キッド、4.アレックス・コグリン、5.ジェフ・コブ、6.HENARE、7.石井智宏8.マイキー・ニコルス、9.シェイン・ヘイスト、10.高橋裕二郎、11.マスター・ワト、12.金丸義信、13.YOH、14.SHO、15.フジタ"Jr"ハヤト、16.石森太二、17.DOUKI、18.矢野通、19.飯塚高史、20.タイチ ※退場順 1.アレックス・コグリン&ゲイブ・キッド(OTTR)、2.ジェフ・コブ(OTTR)、3.HENARE(OTTR)、4.シェイン・ヘイスト(OTTR)、5.マイキー・ニコルス(OTTR)、6.石井智宏(OTTR)、7.マスター・ワト(OTTR)、8.フジタ"Jr"ハヤト&DOUKI(OTTR)9.SHO(体固め※YOH)、10.裕二郎(体固め※O-カーン)11.金丸義信(体固め※タイチ)12.タイチ&飯塚高史(OTTR)13.オーエンズ(OTTR) |                                                                         |                                                                       |
| 第1試合 60分1本勝負 ■IWGPジュニアタッグ選手権試合 |                                                                         |                                                                       |
| フランシスコ・アキラ ○TJP (挑戦者組&SJTL2023優勝組) | 9分38秒 2/2→体固め                                                      | ドリラ・モロニー● クラーク・コナーズ (第73代IWGPジュニアタッグ王者組) |
| ※モロニ―&コナーズ組が4度目の防衛に失敗、TJP&アキラ組が新王者となる。 |                                                                         |                                                                       |
| 第2試合 15分1本勝負 ■NJPW WORLD認定TV選手権試合 |                                                                         |                                                                       |
| ○棚橋弘至 (挑戦者) | 8分53秒 前方回転エビ固め                                                | ザック・セイバーJr.● (初代NJPW WORLD認定TV王者)                       |
| ※ザックが17度目の防衛に失敗、棚橋が新王者となる。 |                                                                         |                                                                       |
| 第3試合 30分1本勝負 ■スペシャルシングルマッチ |                                                                         |                                                                       |
| ●辻陽太 | 10分57秒 カンヌキスープレックスホールド                                 | 上村優也○                                                             |
| 第4試合 30分1本勝負 ■スペシャルタッグマッチ |                                                                         |                                                                       |
| 清宮海斗 ●海野翔太 | 7分6秒 DOUBLE CROSS→片エビ固め                                          | 成田蓮○ EVIL                                                          |
| 第5試合 60分1本勝負 ■NEVER無差別級選手権試合 |                                                                         |                                                                       |
| ○タマ・トンガ (挑戦者) | 13分46秒 DSD→片エビ固め                                                 | 鷹木信悟● (第41代NEVER無差別級王者)                                   |
| ※鷹木が2度目の防衛に失敗、タマが新王者となる。 |                                                                         |                                                                       |
| 第6試合 60分1本勝負 ■IWGPタッグ&STRONG無差別級タッグW選手権試合 |                                                                         |                                                                       |
| ●後藤洋央紀 YOSHI-HASHI (第99代IWGPタッグ王者組&WTL2023優勝) | 9分47秒 サンダーストラック'91→片エビ固め                                | ヒクレオ○ エル・ファンタズモ (第6代STRONG無差別級タッグ王者組)        |
| ※毘沙門が3度目の防衛に失敗、GODが新王者組となる。GODはSTRONG無差別級王座3度目の防衛に成功。 |                                                                         |                                                                       |
| 第7試合 60分1本勝負 ■IWGPジュニアヘビー級選手権試合 |                                                                         |                                                                       |
| ●高橋ヒロム (第93代IWGPジュニアヘビー級王者) | 14分21秒 垂直落下式リバースタイガードライバー→ピンチェ・ロコ→片エビ固め | エル・デスペラード○ (挑戦者)                                          |
| ※ヒロムが8度目の防衛に失敗、デスペラードが新王者となる。 |                                                                         |                                                                       |
| 第8試合 60分1本勝負 ■IWGP GLOBALヘビー級王座 初代王者決定3WAYマッチ |                                                                         |                                                                       |
| ○デビッド・フィンレー | 22分17秒オーバーキル→片エビ固め                                         | ジョン・モクスリー ウィル・オスプレイ●                                |
| ※フィンレーが初代王者となる ※3選手同時に試合を行い、いずれかの1選手が勝利した時点で決着とする。 |                                                                         |                                                                       |
| 第9試合 60分1本勝負 ■スペシャルシングルマッチ |                                                                         |                                                                       |
| ○オカダ・カズチカ | 23分24秒 レインメーカー→体固め                                          | ブライアン・ダニエルソン●                                             |
| 第10試合 60分1本勝負 ■IWGP世界ヘビー級選手権試合 |                                                                         |                                                                       |
| ●SANADA （第7代IWGP世界ヘビー級王者) | 25分42秒 デスティーノ→片エビ固め                                        | 内藤哲也○ (挑戦者&G1 CLIMAX 33優勝者)                                 |
| ※SANADAが5度目の防衛に失敗、内藤が新王者となる。 |                                                                         |                                                                       |